# Эбянь-Иский автономный уезд
Эбянь-Иский автономный уезд (кит. упр. 峨边彝族自治县, пиньинь Ébiān Yízú zìzhìxiàn) — автономный уезд городского округа Лэшань провинции Сычуань (КНР).

## История
В 1914 году был образован уезд Эбянь (峨边县).
В 1952 году был образован Специальный район Лэшань (乐山专区), и уезд Эбянь вошёл в его состав. В 1970 году Специальный район Лэшань был переименован в Округ Лэшань (乐山地区). В 1978 году из уезда Эбянь был выделен Промышленно-сельскохозяйственный образцовый район Цзинькоухэ (金口河工农示范区). В 1984 году уезд Эбянь был преобразован в Эбянь-Иский автономный уезд. В 1985 году округ Лэшань был преобразован в городской округ Лэшань.

## Административное деление
Эбянь-Иский автономный уезд делится на 6 посёлков и 13 волостей.

## Население
На территории уезда проживают представители 11 национальностей: и, ханьцы, хуэйцзу, маньчжуры, тибетцы, чжуаны, мяо, уйгуры, туцзя, буи. При этом 99 % составляют представители народностей и хань. Титульная народность и составляет около 30 % населения уезда.